# Theodor Döhler
Theodor Döhler (Nápoles, 20 de abril de 1814-Florencia, 21 de febrero de 1856) fue un compositor y pianista alemán, adscrito al Romanticismo. 
Tras formarse bajo el paraguas de figuras como las de Julius Benedict, Carl Czerny y Simon Sechter, se acogió al mecenazgo del ducado de Lucca en 1832. Entre 1834 y 1845, recorrió Europa de concierto en concierto, desde Rusia hasta los Países Bajos, pasando por Polonia, Dinamarca, Italia y Francia. Se cuentan entre sus composiciones Grande fantaisie et variations sur des thêmes favoris de l'opéra Guillaume Tell de Rossini pour piano (1834), Fantaisie suivie d'une valse pour le piano sur des motifs de l'opera Les treize de F. Halevy, (1839) Fantaisie et variations pour piano sur Le cor des Alpes de H. Proch (1839), Grand divertississèment pour le piano sur des themes populaires Irlandais (c. 1840), además de otras muchas.